# Сјед Тарик
Сјед Мухамед Хасиб Тарик (урд. سید محمد حسیب طارق, романизовано Syed Muhammad Haseeb Tariq; Карачи, 6. април 1996) пакистански је пливач чија ужа специјалност су трке леђним стилом. 

## Спортска каријера
Тарик је представљао Пакистан на светском првенству у малим базенима у Виндзору 2016, где није остварио запаженије резултате. 
Пливао је и на Играма комонвелта 2018. у Гоулд Коусту, где је био једини члан мушке репрезентације Пакистана, а најбољи резултат је постигао у трци на 50 леђно у којој је успео да се пласира у полуфинале (12. место). 
На светским првенствима у великим базенима је по први пут наступио на првенству у корејском Квангџуу 2019. године. У трци на    
100 слободно заузео је 86. место, док је на 100 леђно био на 55. месту.